# アドルフ・フリードリヒ5世 (メクレンブルク＝シュトレーリッツ大公)
アドルフ・フリードリヒ5世（Adolf Friedrich V., 1848年7月22日 - 1914年6月11日）は、メクレンブルク＝シュトレーリッツ大公国の大公（在位：1904年 – 1914年）。全名はアドルフ・フリードリヒ・アウグスト・ヴィクトル・エルンスト・アーダルベルト・グスタフ・ヴィルヘルム・ヴェリングトン（Adolf Friedrich August Viktor Ernst Adalbert Gustav Wilhelm Wellington）。メクレンブルク＝シュトレーリッツ大公フリードリヒ・ヴィルヘルムの長男。

## 来歴
1848年7月22日にフリードリヒ・ヴィルヘルムとその妃であったケンブリッジ公爵アドルファスの長女アウグスタの間に第一子としてノイシュトレーリッツ（現メクレンブルク＝フォアポンメルン州メクレンブルク＝シュトレーリッツ郡）で生まれた（なお二人の間には1845年1月13日にも子が生まれているが、この兄は出生当日に死去し名前もつけられていない）。
1870年に勃発した普仏戦争においてアドルフ・フリードリヒはプロイセン王国側について参戦し、翌1871年のプロイセン王ヴィルヘルム1世のヴェルサイユ宮殿におけるドイツ皇帝戴冠式には父の名代として列席した。
フリードリヒ・ヴィルヘルムが1904年5月30日に歿すると、アドルフ・フリードリヒは大公位に即いた。父の治世に築かれた健全な財政状況を利用し、彼は年金に関する公務員の数を倍増させ、教育や経済の発展にも努めた。また保守的な思想で知られていた父とは対照的に彼は議院内閣制を支持し、1907年3月4日には隣国のメクレンブルク＝シュヴェリーン大公フリードリヒ・フランツ4世とともに自由主義的な内容の憲法を発布した。
アドルフ・フリードリヒ5世は1914年6月11日に滞在先のベルリンで死去し、長男のアドルフ・フリードリヒ6世が大公位を嗣いだ。

## 子女
アドルフ・フリードリヒ5世は1877年4月17日にアンハルト公フリードリヒ1世の娘であるエリーザベト（1857年 - 1933年）とデッサウで結婚した。彼女との間には以下の二男二女をもうけた。
- ヴィクトリア・マリー・アウグステ・ルイーゼ・アントイネッテ・カロリーネ・レオポルディーネ （1878年 - 1948年） - リッペ侯子ユリウス・エルンスト妃
- アウグステ・シャルロッテ・ユッタ・アレクサンドラ・ゲオルギーネ・アドルフィーネ （1880年 - 1946年） - モンテネグロ王太子ダニーロ妃
- アドルフ・フリードリヒ・ゲオルク・エルンスト・アルベルト・エドゥアルト （1882年 - 1918年） - メクレンブルク＝シュトレーリッツ大公
- カール・ボルヴィン・クリスティアン・アレクサンダー・アルトゥル （1888年 - 1908年）